# عزمی المفتی
شهر عزمی المفتی (به عربی: الشهید عزمی) در اربد در کشور اردن واقع شده‌است. جمعیت این شهر ۱۶٫۶۱۵ نفر است.